# Interstate 505
Pour les articles homonymes, voir Route 505.
L'Interstate 505 (I-505) est une autoroute auxiliaire sud/nord de la vallée de Sacramento en Californie. C'est une route collectrice de l'I-5 près de Dunnigan, au sud de l'I-80 à Vacaville. L'I-505 est d'abord une voie rurale, mais elle traverse Vacaville et Winters. 
L'autoroute est le lien principal entre la Région de la Baie de San Francisco et le nord de la vallée de Sacramento, contournant Sacramento. C'est également une route de transit importante depuis la région de San Francisco vers le Nord-ouest Pacifique.

## Description du tracé
Le terminus sud de l'I-505 est sur l'I-80, près de Nut Tree Airport dans la région de Vacaville. Depuis, la route se dirige vers le nord sur environ 10 miles (16 km) à travers les régions rurales aux extrémités ouest de la Vallée de Sacramento avant de rejoindre Winters. L'I-505 passe dans les limites est de la ville de Winters, croisant la SR 128, la seule sortie à Winters. Après avoir quitté la ville, l'I-505 continue vers le nord sur environ 20 miles (32 km) jusqu'à ce qu'elle rejoigne son terminus nord avec l'I-5 près de Dunnigan.
Durant toute sa longueur, l'I-505 est une autoroute à quatre voies (2 voies dans chaque direction) avec une vitesse maximale de 70 mph (110 km/h), ce qui est typique des autoroutes rurales de Californie.
L'I-505 fait partie du California Freeway and Expressway System, ainsi que du National Highway System, un réseau d'autoroutes qui sont considérées comme essentielles à l'économie, à la défense et à la mobilité du pays.

## Histoire
Ce qui est aujourd'hui l'I-505 était à l'origine conçu comme faisant partie d'une Interstate en boucle avec un suffixe directionnel : I-5W. Cependant, comme la majorité des autoroutes ayant des suffixes directionnels, l'I-5W fut abandonné et renuméroté. L'ancienne route I-5W correspond maintenant à l'I-580 depuis l'I-5 au sud de Tracy jusqu'à Oackland, à l'I-80 d'Oakland à Vacaville et à l'I-505 de Vacaville jusqu'à l'I-5 près de Dunnigan.
La section la plus au nord de l'I-505, entre la SR 16 à Madison et l'I-5 près de Dunnigan a ouvert en août 1977.

## Liste des sorties
| Interstate 505    |              |       |       |        |                                                                                   | |
| Comté             | Municipalité | mi    | km    | Sortie | Intersections / Destinations                                                      | Notes |
| Solano            | Vacaville    | 0,00  | 0,00  | 1      | I-80 – San Francisco, Sacramento                                                  | Terminus sud; sortie direction sud, entrée direction nord; indiqué sortie 1A (ouest) et 1B (est); sortie 56 de l'I-80 |
| Solano            | Vacaville    | 0,00  | 0,00  | —      | Orange Drive / Nut Tree Road                                                      | Sortie direction nord (depuis la rampe de l'I-80 est) et entrée                                                       |
| Solano            | Vacaville    | 0,00  | 0,00  | 1B     | Monte Vista Avenue                                                                | Sortie et entrée direction sud (vers I-80 est)                                                                        |
| Solano            | Vacaville    | 1,45  | 2,33  | 1C     | Vaca Valley Parkway                                                               | Indiqué sortie 1 direction nord                                                                                       |
| Solano            | Vacaville    | 3,06  | 4,92  | 3      | Midway Road                                                                       | |
| Solano            |              | 5,57  | 8,96  | 6      | Allendale Road                                                                    | |
| Solano            |              | 10,43 | 16,79 | 10     | Putah Creek Road                                                                  | |
| Yolo              |              | 11,03 | 17,75 | 11     | SR 128 (en) ouest (Grant Avenue / Russell Boulevard / CR E6 est) – Winters, Davis | Terminus est de SR 128; terminus ouest de CR E6                                                                       |
| Yolo              |              | 14,66 | 23,59 | 15     | Road 29A                                                                          | |
| Yolo              |              | 17,16 | 27,62 | 17     | Road 27                                                                           | |
| Yolo              |              | 21,25 | 34,20 | 21     | SR 16 – Woodland, Esparto                                                         | |
| Yolo              |              | 24,06 | 38,72 | 24     | Road 19                                                                           | |
| Yolo              |              | 28,08 | 45,19 | 28     | Road 14 (CR E10) – Zamora                                                         | |
| Yolo              |              | 30,74 | 49,47 | 31     | Road 12A                                                                          | |
| Yolo              |              | 32,99 | 53,09 | —      | I-5 nord – Redding                                                                | Terminus nord; sortie direction nord, entrée direction sud; sortie 553 de l'I-5 sud                                   |
| - Accès incomplet |              |       |       |        |                                                                                   | |